# Julio Herrera y Obes
Julio Herrera y Obes, né le 9 janvier 1841 à Montevideo et mort le 6 août 1912, est un homme d'État uruguayen.
Il est le président de l’Uruguay du 1er mars 1890 au 1er mars 1894.

## Biographie
Membre du Parti colorado, il est sénateur et député dans les années 1890 et 1900 et ministre des Affaires étrangères de l'Uruguay.